# Альфред Барі́
Альфред Баріє (21 січня 1839 – 1882) був французьким скульптором і сином відомого скульптора Антуана-Луї Баріє. Він здебільшого створював бронзові скульптури, подібно до свого батька.
Протягом більшої частини своєї кар'єри Альфред був змушений працювати під ім'ям свого батька, не маючи можливості підписувати власні роботи. Такий тиск тривав десятиліттями і призвів до напруженості у відносинах між батьком і сином, що зрештою призвело до розриву їхніх стосунків.
Альфред Баріє спеціалізувався на зооморфних мотивах, часто зображуючи коней, левів та інших тварин у русі. Незважаючи на те, що його творчість залишалася в тіні батька, його роботи здобули визнання серед колекціонерів бронзових скульптур.

## Ссылки
- Арабський кінь (Бари)